# Zineddine Belaïd
Zineddine Belaïd (en arabe : زين الدين بلعيد, en berbère : ⵣⵉⵏⴷⴷⵉⵏ ⴱⵍⵄⵉⴷ), né le 20 mars 1999 à Thénia en Algérie, est un footballeur international algérien qui joue au poste de défenseur central au Saint-Trond VV.

## Biographie

### En club
Zineddine Belaïd naît à Thénia dans la wilaya de Boumerdès en Algérie, il évolue en première division algérienne avec le club algérois de l’USM Alger.
Il fait ses débuts en professionnel avec le NA Hussein Dey le 20 janvier 2019, en entrant en jeu contre le club libyen d’Al Ahly Benghazi (victoire 3-1), pour le match retour du tour de qualification de la Coupe de la confédération 2018-2019. Zineddine marque son premier but en club et offre la victoire 1-0 au NA Hussein Dey contre la JS Saoura le 30 octobre 2019.
Le 11 octobre 2020 il signe en faveur de l’USM Alger. Ou il remportera la Coupe de la Conféderation et la Supercoupe de la CAF en 2023, ou il inscrit le seul but de la rencontre sur penalty face à Al Ahly pour le match de la Supercoupe de la CAF.

### En sélection nationale
Zineddine est convoqué le 7 juin 2021 par Madjid Bougherra en équipe d’Algérie A' pour disputer un match amical contre l’équipe du Liberia pour l’inauguration du nouveau Stade olympique d'Oran.
Le 29 décembre 2023, il est retenu dans la liste des vingt-sept joueurs algériens sélectionnés par Djamel Belmadi pour disputer la Coupe d'Afrique des nations 2023.

## Statistiques

### En club
| Saison                | Club                  | Championnat           | Championnat | Championnat | Championnat | Coupe nationale | Coupe nationale | Coupe nationale | Coupe de la Ligue | Coupe de la Ligue | Coupe de la Ligue | Compétition(s) continentale(s) | Compétition(s) continentale(s) | Compétition(s) continentale(s) | Compétition(s) continentale(s) | Supercoupe CAF | Supercoupe CAF | Supercoupe CAF | Total | Total | Total |
| Saison                | Club                  | Division              | M.          | B.          | P.d.        | M.              | B.              | P.d.            | M.                | B.                | P.d.              | Comp.                          | M.                             | B.                             | P.d.                           | M.             | B.             | P.d.           | M.    | B.    | P.d.  |
| 2018-2019             | NA Hussein Dey        | Ligue 1               | 2           | 0           | 0           | -               | -               | -               | -                 | -                 | -                 | CAF2                           | 1                              | 0                              | 0                              | -              | -              | -              | 3     | 0     | 0     |
| 2019-2020             | NA Hussein Dey        | Ligue 1               | 19          | 1           | 0           | 2               | 0               | 0               | -                 | -                 | -                 | -                              | -                              | -                              | -                              | -              | -              | -              | 21    | 1     | 0     |
| Sous-total            | Sous-total            | Sous-total            | 21          | 1           | 0           | 2               | 0               | 0               | -                 | -                 | -                 | -                              | 1                              | 0                              | 0                              | -              | -              | -              | 24    | 1     | 0     |
| 2020-2021             | USM Alger             | Ligue 1               | 33          | 1           | 2           | -               | -               | -               | 3                 | 0                 | 0                 | -                              | -                              | -                              | -                              | -              | -              | -              | 36    | 1     | 2     |
| 2021-2022             | USM Alger             | Ligue 1               | 30          | 3           | 1           | -               | -               | -               | -                 | -                 | -                 | -                              | -                              | -                              | -                              | -              | -              | -              | 30    | 3     | 1     |
| 2022-2023             | USM Alger             | Ligue 1               | 23          | 3           | 2           | -               | -               | -               | -                 | -                 | -                 | CAF2                           | 16                             | 3                              | 1                              | -              | -              | -              | 39    | 6     | 3     |
| 2023-2024             | USM Alger             | Ligue 1               | 18          | 0           | 0           | 4               | 3               | 0               | -                 | -                 | -                 | CAF2                           | 9                              | 1                              | 0                              | 1              | 1              | 0              | 32    | 5     | 0     |
| Sous-total            | Sous-total            | Sous-total            | 104         | 7           | 5           | 4               | 3               | 0               | 3                 | 0                 | 0                 | -                              | 25                             | 4                              | 1                              | 1              | 1              | 0              | 137   | 15    | 6     |
| 2024-2025             | Saint-Trond VV        | Division 1A           | 12          | 0           | 0           | 3               | 0               | 0               | -                 | -                 | -                 | -                              | -                              | -                              | -                              | -              | -              | -              | 15    | 0     | 0     |
| 2025-2026             | Saint-Trond VV        | Division 1A           | -           | -           | -           | -               | -               | -               | -                 | -                 | -                 | -                              | -                              | -                              | -                              | -              | -              | -              | 0     | 0     | 0     |
| Sous-total            | Sous-total            | Sous-total            | 12          | 0           | 0           | 3               | 0               | 0               | -                 | -                 | -                 | -                              | -                              | -                              | -                              | -              | -              | -              | 15    | 0     | 0     |
| Total sur la carrière | Total sur la carrière | Total sur la carrière | 137         | 8           | 5           | 9               | 3               | 0               | 3                 | 0                 | 0                 | -                              | 26                             | 4                              | 1                              | 1              | 1              | 0              | 176   | 16    | 6     |

### En sélection nationale
| Saison                | Sélection             | Phases finales        | Phases finales | Phases finales | Phases finales | Éliminatoires CDM | Éliminatoires CDM | Éliminatoires CDM | Éliminatoires CAN | Éliminatoires CAN | Éliminatoires CAN | Matchs amicaux | Matchs amicaux | Matchs amicaux | Total | Total | Total |
| Saison                | Sélection             | Compétition           | M              | B              | Pd             | M                 | B                 | Pd                | M                 | B                 | Pd                | M              | B              | Pd             | M     | B     | Pd    |
| --------------------- | --------------------- | --------------------- | -------------- | -------------- | -------------- | ----------------- | ----------------- | ----------------- | ----------------- | ----------------- | ----------------- | -------------- | -------------- | -------------- | ----- | ----- | ----- |
| 2022-2023             | Algérie               | -                     | -              | -              | -              | -                 | -                 | -                 | 1                 | 0                 | 0                 | 0              | 0              | 0              | 1     | 0     | 0     |
| 2023-2024             | Algérie               | CAN 2023              | 0              | 0              | 0              | 1                 | 0                 | 0                 | -                 | -                 | -                 | 1              | 0              | 0              | 2     | 0     | 0     |
| 2024-2025             | Algérie               | -                     | -              | -              | -              | -                 | -                 | -                 | 0                 | 0                 | 0                 | -              | -              | -              | 0     | 0     | 0     |
| Total sur la carrière | Total sur la carrière | Total sur la carrière | 0              | 0              | 0              | 1                 | 0                 | 0                 | 1                 | 0                 | 0                 | 1              | 0              | 0              | 3     | 0     | 0     |

### Matchs internationaux
Le tableau suivant liste les rencontres de l'équipe d'Algérie dans lesquelles Zineddine Belaïd a été sélectionné depuis le 18 juin 2023 jusqu'à présent.

## Palmarès

### Palmarès en club
| USM Alger (2)                                                                                            |
| --- |
| - Coupe de la confédération CAF (1) : - Vainqueur : 2023 - Supercoupe de la CAF (1) : - Vainqueur : 2023 |